# Mislav Vrlić
Milsav Vrlić (4 de abril de 1996) é um jogador de polo aquático croata. Atualmente joga para o clube Primorje. Seu irmão Josip é também um jogador de polo aquático e joga para o clube VK Jug CO.